# Grahovci
Grahovci je naseljeno mjesto u općini Kiseljak, Federacija Bosne i Hercegovine, BiH.

## Stanovništvo

### 1991.
Nacionalni sastav stanovništva 1991. godine, bio je sljedeći:
ukupno: 72
- Muslimani - 66
- Hrvati - 2
- Srbi - 3
- ostali, neopredijeljeni i nepoznato - 1

### 2013.
Nacionalni sastav stanovništva 2013. godine, bio je sljedeći:
ukupno: 65
- Bošnjaci - 39
- Hrvati - 14
- Srbi - 10
- ostali, neopredijeljeni i nepoznato - 2